# 河南大学
河南大学，简称河大，是一所主体位于中华人民共和国河南省郑州市和开封市的涵盖文、史、哲、经、管、法、理、工、医、农、教育、艺术和交叉等13个学科门类的中国“双一流”建设高校、中华人民共和国教育部同河南省省政府省部共建型的综合性公立大学、中国华中地区的综合性大学。
河南大学的前身是中华民国北洋政府时期河南教育界人士于1912年在河南贡院原址建立的河南留学欧美预备学校。作为中国历史上最后一场科举考试的举行地，河南贡院见证了科举制度的落幕；而以培养学生海外留学为目地之预校则造就了大批研读西學的中国学子的诞生。1927年7月中州大学合并河南公立农业专门学校和河南公立法政专门学校，筹建国立开封中山大学（国立第五中山大学）。后经多年载累积发展，和在抗日前线的坚强办学，跃升为中华民国历史上实力雄厚、蜚声海内外的国立大学。
中华人民共和国成立后进行院系调整，国立河南大学农学院、医学院、行政学院分别独立建校成为河南农学院（今河南农业大学）、河南医学院（今郑州大学医学院）、河南省政法干部学校（今河南财经政法大学），水利、财经、教育、植物保护系院系外迁湖北省分别并入武汉大学、中南财经学院、华中高等师范学校、华中农学院，畜牧兽医系调往江西农学院，校本部更名为河南师范学院，成为当时中南六省地区最大规模的师范院校。1956年改称开封师范学院。1975年开封师范在信阳创办分院，后为信阳师范学院。1979年更名河南师范大学，1984年经中华人民共和国教育部批准正式恢复河南大学校名。2000年学校吸纳开封师专和医专。并先后成为世界大学校长联合会和亚太大学联合会成员。
2011年，河南省政府出台提出建设国内著名、国际上有较大影响的高水平大学之愿景。2012年，中华人民共和国国务院在《关于支持河南省加快建设中原经济区的指导意见》中指出：“支持河南大学创建国内一流大学”。2017年，河南大学进入中国第一批“双一流”建设高校名单。2019年1月，河南省人民政府在全年政府工作报告中指出：“将加快河南大学双一流建设，推动高等教育内涵发展。”2022年，河南大学注册地变更为郑州。

## 歷史

### 晚清至民国
河南大学一带在清代曾经是河南贡院的所在地，1900年八国联军侵略中国，北京遭到严重破坏，其后1903年和1904年，全国最后两次的科举考试在这里举行，最终延续上千年的科举制度在这里落幕。1912年，河南当局在河南教育界呼吁和时任中华民国临时大总统袁世凯的支持下，在河南贡院原址成立河南留学欧美预备学校，它是当时中国的三大留学培训基地之一。从1912年到1922年河南留学欧美预备学校成立10多年间，自该校毕业赴欧美留学取得重大成就的有二百多人。1923年，河南督军冯玉祥从查抄军阀赵倜的财产中拨出专款在河南留学欧美预备学校的基础上建立中州大学，设文、理两科，冯友兰、曹理卿分任文、理科主任。1927年7月中州大学合并河南公立农业专门学校和河南公立法政专门学校之后改称河南省立中山大学。1928年医学院建立，与已有的文、理、法、农并为五院。1930年8月又改名为省立河南大学,1930年至1937年，是河南大学迅速发展时期，一批新的建筑在河大兴建，可容纳3000人的大礼堂耗资二十万大洋，屋架是从德国进口，斋楼、六号楼、七号楼的建筑风格中西合壁，科学美观。

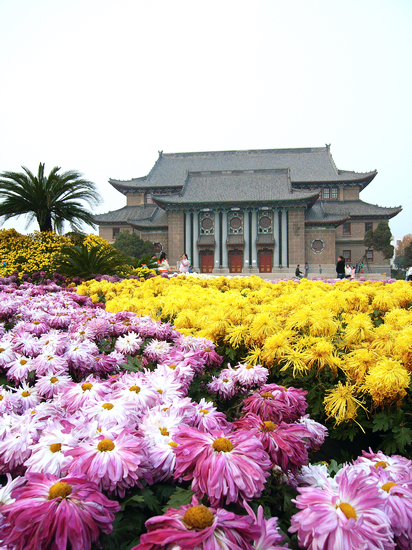
河南大学大礼堂

1937年七七事变后，华北局势骤变，中华民国教育部和河南省政府决河南大学撤离开封，河南大学先后迁至镇平（1937年-1939年5月）、嵩县（1939年-1944年5月）、淅川荆紫关镇和陕西省宝鸡县等地。1942年3月10日，国民政府决定将河南大学改为国立河南大学，校名由国民党元老于右任题写，至此国立河南大学成为拥有文、理、工、农、医、法等6大学院的综合性大学，是当时学术实力雄厚、享誉国内外的国立大学之一。1945年日本宣布投降，国立河南大学在12月底迁回开封。
1948年6月，国共内战开封战役爆发，国立河南大学左派和右派分裂。中华民国教育部决定将国立河南大学全体师生从开封迁到苏州吴县，时任校长姚从吾在教育部的协助下，使国立河南大学大部分师生在吴县各界人士的帮助下顺利南下。河大师生的生活得以维持，教学逐渐步入正轨。河南大学左派势力之师生则拒绝随校部南下，并在河南省宝丰县大白庄村建立新河南大学。其后，时任中共中央中原局第二书记陈毅定名为中原大学，随着中国人民解放军在国共内战中的节节胜利。1948年11月，中原大学又迁回开封。
1949年1月，解放军在淮海战役中取得胜利，局势对国民党方面急剧恶化。国立河南大学校长姚从吾向教育部请辞离开苏州前往台湾，全校面临着群龙无首、钱尽粮绝、前途未卜的局面。师生随后推选教务长郝象吾、前医学院院长张静吾和秘书长马非百三人负责全校事务，但不久便因无法满足学生自治会提出的改善教职工生活窘境而集体辞职。虽然辞职，但三人还是倾全力为筹款、筹粮、复课做了大量的工作，已在广州安顿的中华民国教育部动员三人小组将国立河南大学从苏州迁到广州，但三人拒绝教育部的邀请。苏州当地报纸《苏州明报》时刻关注着国立河南大学的命运，将国立河南大学的危机公诸于众，希求社会各界予以援助。3月，中华民国教育部将2月、3月两个月的经费按数倍的标准汇拨至国立河南大学，以解决燃眉之急。4月29日，中国人民解放军发起渡江战役后，国立河南大学被中国人民解放军华东野战军接管，苏州军事管制委员会主任韦国清委派文教委员会主任徐步等进驻河南大学。
1949年6月，河南省人民政府决定，在原国立河南大学开封校址上，以原中原大学医学院、教育系师训班500余人和河南行政学院400人为基础，组建河南人民革命大学。
1949年6月，国立河南大学校务维持委员会接到河南临时人民政府的电报，承诺“各照其位，继续安定学习”，后派开封市教育局副局长郭海长到苏州迎接河大返回开封。7月，国立河南大学六院十六个系的1200多名师生员工和2000多名家眷北归中原。8月，时任河南省人民政府主席吴芝圃认定国立河南大学在国共内战期间跟随中国国民党南逃苏州。并从阶级斗争角度清算学校部分师生，国立河南大学停办。

### 共和国时期

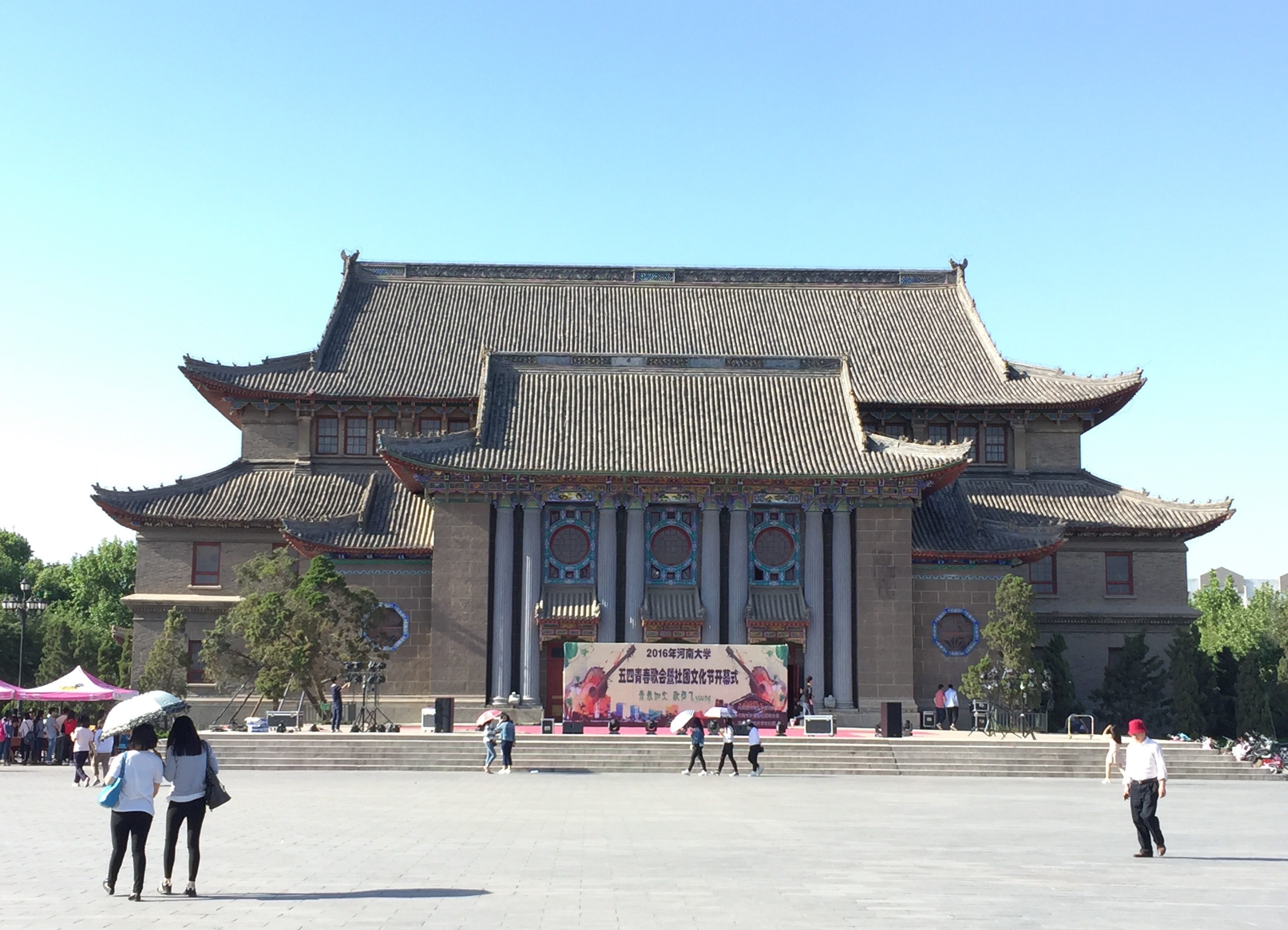
河南大学大礼堂（1931年建造）

1950年3月，河南人民革命大学改名为河南大学，吴芝圃担任校长。
1952年，国立河南大学的农学院、医学院、行政学院分别独立设置为河南农学院（今河南农业大学）、河南医科大学（今郑州大学医学院）、河南政法管理干部学院（今河南行政学院），水利、财经等院系也先后调入武汉大学、中南财经政法大学等高校，教育学院合并私立华中大学，组建成今日的华中师范大学，文艺学院则成为今日的武汉音乐学院和湖北美术学院，植物病虫害系并入华中农学院（今华中农业大学），校本部更名为河南师范学院，成为当时中南地区规模最大的师范院校。1955年8月16日，中共河南省委对河南师范学院进行调整，决定将文科集中在开封办学，理科集中在新乡办学。1956年11月，河南师范学院一院改称开封师范学院，二院改称新乡师范学院（今河南师范大学）。开封师范学院设中文、历史、地理、外语4系和教育教研室。1959年，开封师范专科学校并入开封师范学院，新增物理、化学、数学、生物4系，后又增设政教系和体育系。1962年7月，河南艺术学院并入，建立艺术系，河南体育学院并入体育系；郑州大学地理系并入地理系。至此，学校有中文、历史、政教、地理、外语、数学、物理、化学、体育、艺术10个系,形成了完备的师范培养体系。开封师院成为了省内较为知名的师范院系。1975年，开封师院创办信阳分院，1978年独立为信阳师范学院。1979年，学校更名为河南师范大学，增设教育系。1984年经中华人民共和国教育部批准正式恢复河南大学校名。
2008年河南省人民政府与中华人民共和国教育部签署共同建设河南大学协议，成为河南省第二所省部共建大学。

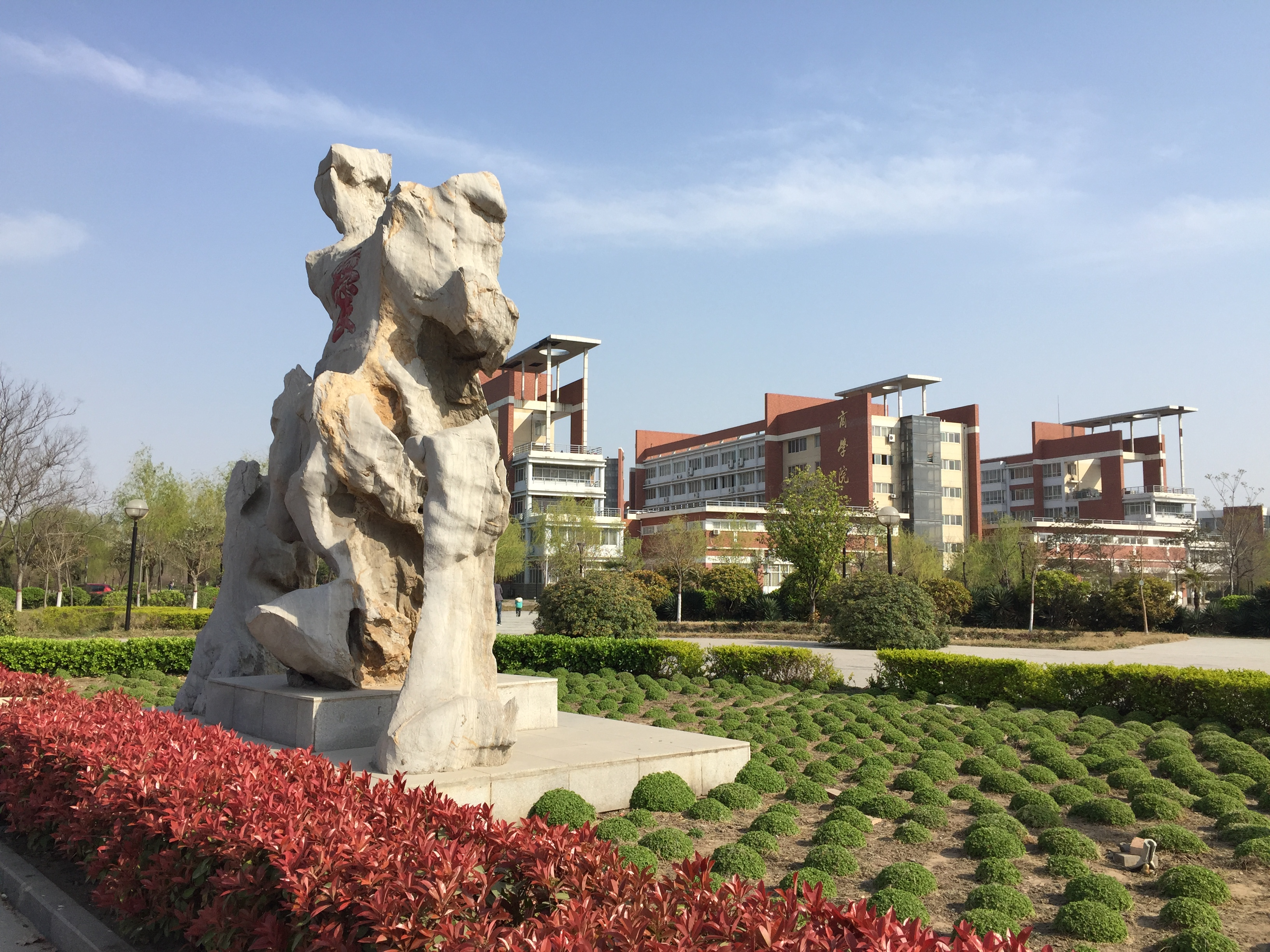
河南大学金明校区

2012年9月25日，河大举办建校百年校庆活动，时任国务院总理温家宝为河大建校100周年题词“办好河南大学振兴中原教育”。2013年河南大学入选中西部高校基础能力建设工程。
2016年9月，河南大学“作物逆境生物学创新引智基地”入选国家“111计划”立项名单。10月26日上午，河大与河南省人民医院在开封举行合作签约暨河南大学医学院揭牌仪式。河大医学院下设临床医学院、基础医学院、药学院、护理与健康学院、淮河临床医学院（淮河医院）、东京临床医学院（第一附属医院）、校医院；河南省人民医院院长顾建钦担任新的河南大学医学院首任院长。11月下旬，河南大学申报的“豫剧文化艺术传承与保护基地”项目成功获批，河大与清华、复旦等国内16所高校共同入选国家支持高校创建的首批中华优秀文化艺术传承基地，成为河南首个中华优秀文化传承基地。
2017年9月，河南大学正式进入中国第一批“双一流”世界一流学科建设高校计划。
2019年1月，河南省开封市人民政府出台措施支持河南大学“双一流”建设，包括优化河南大学明伦校区整体发展环境，试行将开封铁塔及所属园区委托河南大学管理。
2021年2月2日，经中华人民共和国教育部批准，原属河南大学管理的独立学院河南大学民生学院脱离该校管理，并转设为民办普通高等学校河南开封科技传媒学院，由河南日报报业集团有限公司全资持有。

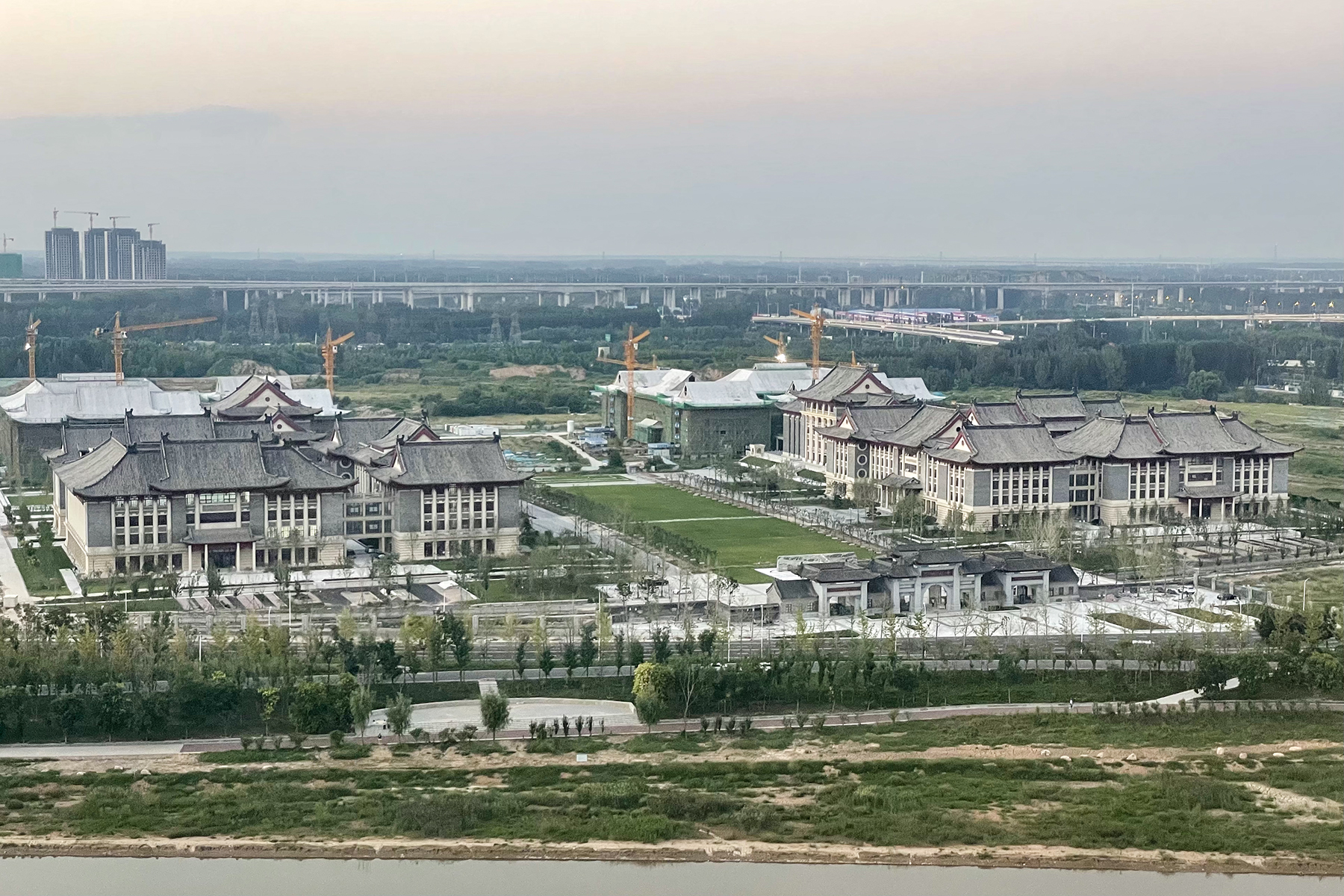
建设中的河南大学郑州校区，建筑延续了明伦街校区的风格

2021年9月25日，河南大学郑州校区正式启用，迎来首批新生。
2022年，河南大学注册地变更为郑州。

## 院系机构

### 学科院系
截止到2023年7月，河南大学设有36个学院（教研部），依次分别为文学院、历史文化学院、教育学部、哲学与公共管理学院、马克思主义学院、法学院（知识产权学院）、经济学院、商学院、新闻与传播学院、文化旅游学院、外语学院、体育学院、武术学院、音乐学院、美术学院、数学与统计学院、物理与电子学院、未来技术学院、化学与分子科学学院、能源科学与技术学院、材料学院、计算机与工程学院、软件学院、人工智能学院、地理与环境学院、生命科学学院、农学院、土木建筑学院、国际商学院、欧亚国际学院、迈阿密学院、濮阳工学院、国际汉学院（丝绸之路学院）、医学院、药学院、护理与健康学院、口腔医学院。

### 科研机构
截止2018年末，河南大学拥有1个国家重点实验室，2个国家地方联合工程研究中心，1个国家地方联合工程实验室，3个教育部重点实验室，1个教育部工程研究中心，4个省级协同创新中心。
建有国家级教育科研基地5个：教育部人文社科重点研究基地、国家教育部体育艺术师资培训培养基地、国家体育总局社会科学研究基地、国家大学生文化素质教育基地、国家中华优秀文化艺术传承基地。

### 学科设置
截止到2023年初，河南大学拥有102个本科专业，48个硕士一级学科 ,260个二级硕士学位授予点，30种专业硕士学位授权类别，21个博士一级学科、110个博士学位授予点，19个博士后流动站。

## 文化传统

### 校歌
河南大學校歌诞生于1940年，由嵇文甫作詞，陈梓北作曲。当时正值抗日战争最艰苦时刻，通过创作校歌，利用歌曲的形式，凝聚师生意志，鼓舞抗战斗争，坚持办学不辍。1992年庆祝河南大学建校80周年时，由河南大学中文系张予林作词、音乐系张彬谱曲，创作了新的校歌。2002年9月，在建校90周年之际，河南大学决定恢复使用1940年的河南大学校歌，并根据时代发展，将原歌词中的"三民"与"四维"改作"民主"与"科学"。河南大学校歌重新在师生中广为传唱，并一直沿用至今。

### 校训

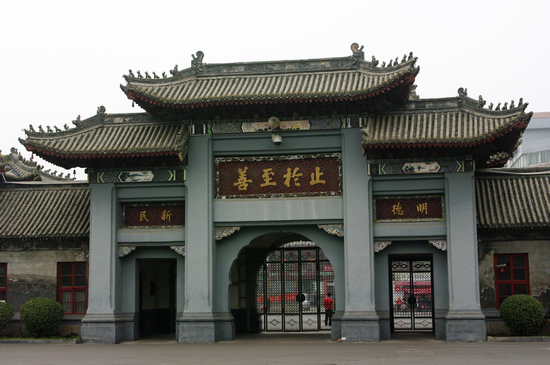
河南大学正门背面悬挂的校训

1936年，时任河南大学校长的许心武取《大学》开篇的“大学之道，在明明德，在亲民，在止于至善”之意立河南大学校训为“明德，新民，止于至善”。并将校训用柳体金字悬于当年建成的大门内侧，中书“止于至善”，左书“明德”，右书“新民”。
次年，即发生七七事变，历经八年抗战，所幸校门未毁于战火。但1953年，校大门背面的悬挂校训被去掉。至2002年河南大学建校90周年之际，校门重新装绘，校训又重新归于原位。校友著名作家周而复亦题写了校训并镌刻在北京校友会捐赠的灵璧石上，置于大门通往大礼堂中轴线南端。

### 校徽
河南大学校徽于1994年由河南大学工艺美术系的教师肖红设计。正圆形的校徽图案的外圈与内圆是蓝色，象征理想与广阔的前景；中间的黑体英文字母与下放的创校年号是绿色，代表教育与勃勃生机；蓝底下的“河大”两字为由右至左的篆书体，展现了河南大学作为百年名校的沧桑历史感；校名下方的水浪，象征河南大学位于中原文化的发祥地的黄河岸边。

2022年7月，河南大学再次升级完善该校徽图案。在原有设计基础基本不变的情况下，对校徽颜色进行细微调整。
- 1942年国立河南大学校徽
- 河南大学现代校徽

## 校区分布
- 郑州校区（龙子湖校区）：位于郑州郑东新区龙子湖高校园区东北部，占地2042亩，于2021年9月25日正式投入使用。
- 明伦校区（老校区）：位于开封市顺河回族区明伦街85号，是河南大学最早的校区和发源地。
- 金明校区（新校区）：位于开封市金明大道北段，2000年9月，河南大学在开封经济技术开发区征地2000亩筹建新校区，2005年建成。

另外，河南大学与濮阳市人民政府合作举办河南大学濮阳工学院，在深圳市大鹏新区设有河南大学深圳研究院。

## 建筑設施

### 历史建筑

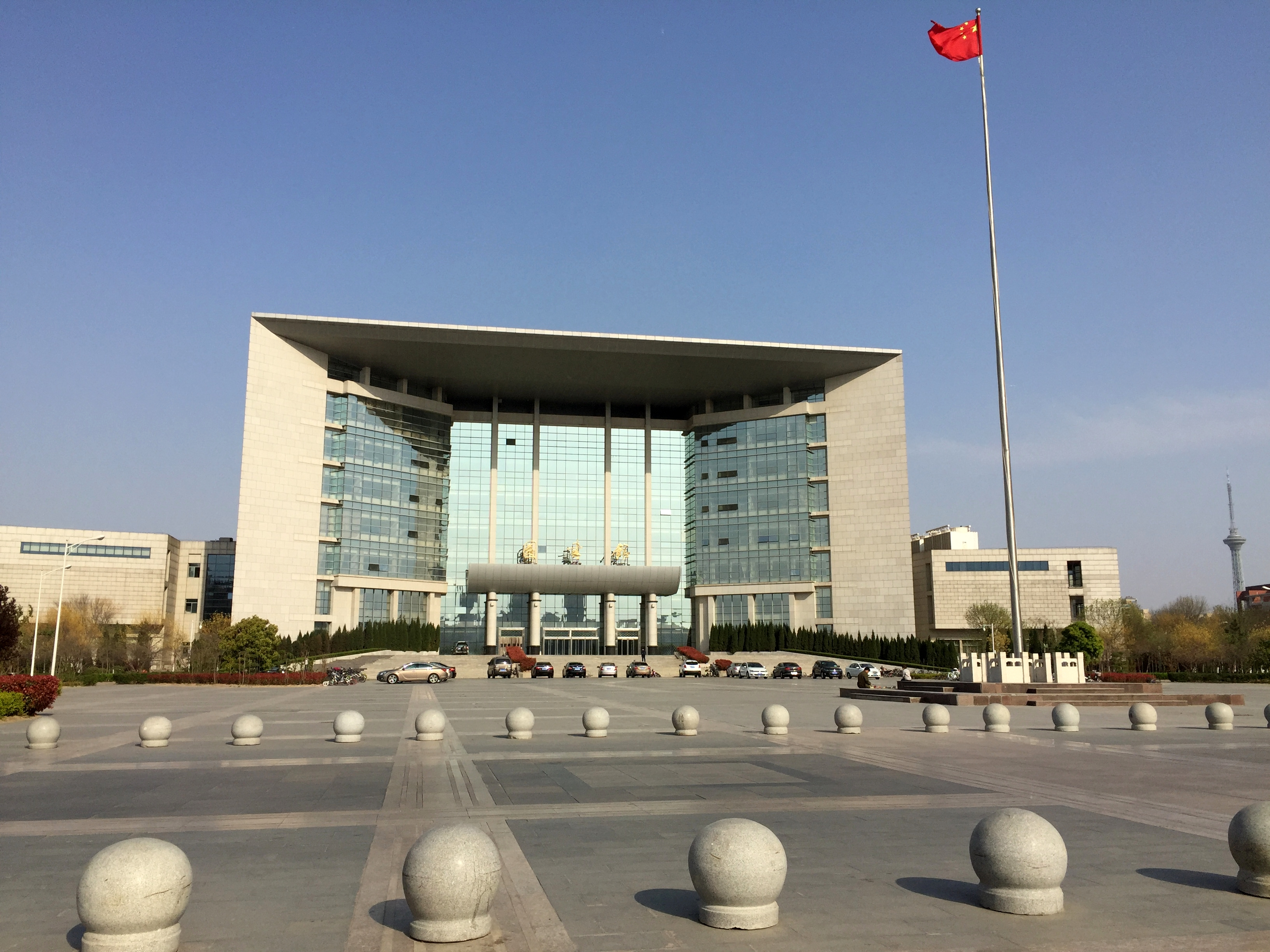
河南大学金明校区图书馆

河南大学近代建筑群位于明伦校区，是第三批河南省文物保护单位，2006年被列为第六批全国重点文物保护单位。建筑群南北长0.5公里，建造时间从1915年贯穿至1936年，目前保存完好。建筑风格中西合璧，既有鲜明的中国传统建筑特色，又吸取部分西式建筑手法。是中国高等学校中构造精妙、建筑雄伟、浑厚典雅、中西完美结合的典范。也是中国20世纪初期大型民族建筑设计与建筑工程的优秀代表作品。建筑群构图以主体建筑居中、前门后堂、左右斋房的中国传统书院建筑为布局。
河南贡院碑是第五批河南省文物保护单位，中国各地的贡院自科举考试废止之后逐渐消失。河南大学留有河南贡院碑两通，双碑碑帽前后均雕刻有双龙腾飞于黄河巨浪之上的石雕，碑文楷书字体工整，是具有极高艺术价值的书法佳作。
2024年5月2日深夜，大礼堂在修缮过程中发生火灾，未造成人员伤亡，但建筑物损毁严重。

### 现代设施
截至2018年12月，学校有教职工4300多人，其中专兼职工作的院士14人，教授、副教授1700多人。全日制在校生达50000余人，其中研究生10000余人，留学生近500人。办有出版社和多种学术刊物，图书馆藏书400余万册。校区总面积3600余亩，建筑面积近100万平方米，金明校区于2006年建成。
- 河大正门
- 河大校园
- 艺术学院
- 河南大学出版社
- 河大南门内广场

## 历任校长
| |      |                        |                                  |          |
| \| 姓名 \| 图片 \| 任期 \| 学历 \| 籍贯 \| \| ------------------------ \| ---- \| ---------------------- \| -------------------------------- \| -------- \| \| — 河南留学欧美预备学校 — \| \| \| \| \| \| 林伯襄 \| \| 1912年8月－1916年 \| 中国公学 \| 河南商城 \| \| 丁德合 \| \| 1916年－1918年 \| 早稻田大学 \| 河南新乡 \| \| 李敬斋 \| \| 1918年－1919年 \| 密歇根大学 \| 河南汝南 \| \| 张鸿烈 \| \| 1919年8月－1922年9月 \| 伊利诺伊大学 \| 河南固始 \| \| — 中州大学 — \| \| \| \| \| \| 张鸿烈 \| \| 1922年9月－1927年6月 \| 伊利诺伊大学 \| 河南固始 \| \| — 河南省立中山大学 — \| \| \| \| \| \| 张鸿烈 \| \| 1927年6月－1927年12月 \| 伊利诺伊大学 \| 河南固始 \| \| 凌冰 \| \| 1927年12月－1928年4月 \| 斯坦福大学 \| 河南固始 \| \| 查良钊 \| \| 1928年4月－1928年6月 \| 哥伦比亚大学 \| 浙江海宁 \| \| 邓萃英 \| \| 1928年6月－1928年11月 \| 哥伦比亚大学 \| 福建福州 \| \| 查良钊 \| \| 1928年11月－1929年5月 \| 哥伦比亚大学 \| 浙江海宁 \| \| 黄际遇 \| \| 1929年5月－1930年6月 \| 东京大学 \| 广东澄海 \| \| 张仲鲁 \| \| 1930年6月－1930年9月 \| 哥伦比亚大学 \| 河南巩义 \| \| — 省立河南大学 — \| \| \| \| \| \| 张仲鲁 \| \| 1930年9月－1930年10月 \| 哥伦比亚大学 \| 河南巩义 \| \| 赵新吾 \| \| 1930年10月－1930年12月 \| 密歇根大学 \| 河南遂平 \| \| 李敬斋 \| \| 1931年5月－1933年8月 \| 密歇根大学 \| 河南汝南 \| \| 许心武 \| \| 1931年5月－1933年8月 \| 艾奥瓦大学 \| 江苏仪征 \| \| 张仲鲁 \| \| 1933年8月－1934年8月 \| 哥伦比亚大学 \| 河南巩义 \| \| 杜俊 \| \| 1934年8月－1935年4月 \| 威斯康星大学 \| 河南汲县 \| \| 杨震文 \| \| 1935年4月－1935年6月 \| 柏林大学 \| 河南南阳 \| \| 刘季洪 \| \| 1935年6月－1938年10月 \| 华盛顿大学 \| 江苏丰县 \| \| 王广庆 \| \| 1938年10月－1942年3月 \| 日本私立法政学校 \| 河南新安 \| \| — 国立河南大学 — \| \| \| \| \| \| 王广庆 \| \| 1942年3月－1944年10月 \| 日本私立法政学校 \| 河南新安 \| \| 张仲鲁 \| \| 1944年10月－1945年6月 \| 哥伦比亚大学 \| 河南巩义 \| \| 田培林 \| \| 1945年7月－1946年11月 \| 柏林大学 \| 河南襄城 \| \| 姚从吾 \| \| 1946年12月－1949年1月 \| 柏林大学 \| 河南襄城 \| \| — 中原大学 — \| \| \| \| \| \| 范文澜 \| \| 1948年8月－1948年12月 \| 北京大学 \| 浙江绍兴 \| \| 潘梓年 \| \| 1948年12月－1949年5月 \| 北京大学 \| 江苏宜兴 \| \| — 河南大学 — \| \| \| \| \| \| 吴芝圃 \| \| 1949年8月－1950年10月 \| 广州农运讲习所 \| 河南杞县 \| \| 嵇文甫 \| \| 1950年10月－1953年8月 \| 北京大学 \| 河南汲县 \| \| — 河南师范学院 — \| \| \| \| \| \| 嵇文甫 \| \| 1953年8月－1956年8月 \| 北京大学 \| 河南汲县 \| \| 赵纪彬 \| \| 1956年9月－1956年11月 \| 北京大学 \| 河南内黄 \| \| — 开封师范学院 — \| \| \| \| \| \| 赵纪彬 \| \| 1956年11月－1963年11月 \| 北京大学 \| 河南内黄 \| \| 曲乃生 \| \| 1963年11月－1966年6月 \| 河南大学 \| 河南洛宁 \| \| 李林 \| \| 1978年9月－1979年8月 \| \| \| \| — 河南师范大学 — \| \| \| \| \| \| 李林 \| \| 1979年8月－1982年2月 \| \| \| \| 李润田 \| \| 1982年2月－1984年5月 \| 东北师范大学 \| 辽宁沈阳 \| \| — 河南大学 — \| \| \| \| \| \| 李润田 \| \| 1984年5月－1991年8月 \| 东北师范大学 \| 辽宁沈阳 \| \| 靳德行 \| \| 1991年8月－1995年6月 \| 河南大学 \| 河南许昌 \| \| 王文金 \| \| 1996年5月－2001年9月 \| 河南大学 \| 河南罗山 \| \| 关爱和 \| \| 2001年9月－2009年2月 \| 河南大学 \| 河南汝南 \| \| 娄源功 \| \| 2009年2月－2017年9月 \| 中国农业大学 \| 河南原阳 \| \| 宋纯鹏 \| \| 2017年9月－2022年6月 \| 北京大学、中国农业大学 \| 河南民权 \| \| 张锁江 \| \| 2022年6月－ \| 河南大学、河南师范大学、浙江大学 \| 河南林州 \| |      |                        |                                  |          |
| 姓名 | 图片 | 任期                   | 学历                             | 籍贯     |
| — 河南留学欧美预备学校 — |      |                        |                                  |          |
| 林伯襄 |      | 1912年8月－1916年      | 中国公学                         | 河南商城 |
| 丁德合 |      | 1916年－1918年         | 早稻田大学                       | 河南新乡 |
| 李敬斋 |      | 1918年－1919年         | 密歇根大学                       | 河南汝南 |
| 张鸿烈 |      | 1919年8月－1922年9月   | 伊利诺伊大学                     | 河南固始 |
| — 中州大学 — |      |                        |                                  |          |
| 张鸿烈 |      | 1922年9月－1927年6月   | 伊利诺伊大学                     | 河南固始 |
| — 河南省立中山大学 — |      |                        |                                  |          |
| 张鸿烈 |      | 1927年6月－1927年12月  | 伊利诺伊大学                     | 河南固始 |
| 凌冰 |      | 1927年12月－1928年4月  | 斯坦福大学                       | 河南固始 |
| 查良钊 |      | 1928年4月－1928年6月   | 哥伦比亚大学                     | 浙江海宁 |
| 邓萃英 |      | 1928年6月－1928年11月  | 哥伦比亚大学                     | 福建福州 |
| 查良钊 |      | 1928年11月－1929年5月  | 哥伦比亚大学                     | 浙江海宁 |
| 黄际遇 |      | 1929年5月－1930年6月   | 东京大学                         | 广东澄海 |
| 张仲鲁 |      | 1930年6月－1930年9月   | 哥伦比亚大学                     | 河南巩义 |
| — 省立河南大学 — |      |                        |                                  |          |
| 张仲鲁 |      | 1930年9月－1930年10月  | 哥伦比亚大学                     | 河南巩义 |
| 赵新吾 |      | 1930年10月－1930年12月 | 密歇根大学                       | 河南遂平 |
| 李敬斋 |      | 1931年5月－1933年8月   | 密歇根大学                       | 河南汝南 |
| 许心武 |      | 1931年5月－1933年8月   | 艾奥瓦大学                       | 江苏仪征 |
| 张仲鲁 |      | 1933年8月－1934年8月   | 哥伦比亚大学                     | 河南巩义 |
| 杜俊 |      | 1934年8月－1935年4月   | 威斯康星大学                     | 河南汲县 |
| 杨震文 |      | 1935年4月－1935年6月   | 柏林大学                         | 河南南阳 |
| 刘季洪 |      | 1935年6月－1938年10月  | 华盛顿大学                       | 江苏丰县 |
| 王广庆 |      | 1938年10月－1942年3月  | 日本私立法政学校                 | 河南新安 |
| — 国立河南大学 — |      |                        |                                  |          |
| 王广庆 |      | 1942年3月－1944年10月  | 日本私立法政学校                 | 河南新安 |
| 张仲鲁 |      | 1944年10月－1945年6月  | 哥伦比亚大学                     | 河南巩义 |
| 田培林 |      | 1945年7月－1946年11月  | 柏林大学                         | 河南襄城 |
| 姚从吾 |      | 1946年12月－1949年1月  | 柏林大学                         | 河南襄城 |
| — 中原大学 — |      |                        |                                  |          |
| 范文澜 |      | 1948年8月－1948年12月  | 北京大学                         | 浙江绍兴 |
| 潘梓年 |      | 1948年12月－1949年5月  | 北京大学                         | 江苏宜兴 |
| — 河南大学 — |      |                        |                                  |          |
| 吴芝圃 |      | 1949年8月－1950年10月  | 广州农运讲习所                   | 河南杞县 |
| 嵇文甫 |      | 1950年10月－1953年8月  | 北京大学                         | 河南汲县 |
| — 河南师范学院 — |      |                        |                                  |          |
| 嵇文甫 |      | 1953年8月－1956年8月   | 北京大学                         | 河南汲县 |
| 赵纪彬 |      | 1956年9月－1956年11月  | 北京大学                         | 河南内黄 |
| — 开封师范学院 — |      |                        |                                  |          |
| 赵纪彬 |      | 1956年11月－1963年11月 | 北京大学                         | 河南内黄 |
| 曲乃生 |      | 1963年11月－1966年6月  | 河南大学                         | 河南洛宁 |
| 李林 |      | 1978年9月－1979年8月   |                                  |          |
| — 河南师范大学 — |      |                        |                                  |          |
| 李林 |      | 1979年8月－1982年2月   |                                  |          |
| 李润田 |      | 1982年2月－1984年5月   | 东北师范大学                     | 辽宁沈阳 |
| — 河南大学 — |      |                        |                                  |          |
| 李润田 |      | 1984年5月－1991年8月   | 东北师范大学                     | 辽宁沈阳 |
| 靳德行 |      | 1991年8月－1995年6月   | 河南大学                         | 河南许昌 |
| 王文金 |      | 1996年5月－2001年9月   | 河南大学                         | 河南罗山 |
| 关爱和 |      | 2001年9月－2009年2月   | 河南大学                         | 河南汝南 |
| 娄源功 |      | 2009年2月－2017年9月   | 中国农业大学                     | 河南原阳 |
| 宋纯鹏 |      | 2017年9月－2022年6月   | 北京大学、中国农业大学           | 河南民权 |
| 张锁江 |      | 2022年6月－            | 河南大学、河南师范大学、浙江大学 | 河南林州 |

## 著名校友
- 杨廷宝： 建筑大师，河南留学欧美预备学校毕业
- 赵九章：中国卫星之父、台湾大学、成功大学、清华大学校长，河南留学欧美预备学校毕业
- 阎振兴：水利泰斗，曾任中华民国教育部第八任部长，河南留学欧美预备学校毕业
- 张伯声：中国地质学会副理事长，河南留学欧美预备学校毕业
- 高济宇：中国化学会副会长，河南留学欧美预备学校毕业
- 张劭：青霉素研制人之一、英国皇家医学院终身院士，河南大学医学系毕业
- 张纯明：中华民国驻联合国副代表，河南大学外语系毕业
- 罗梦册：河南大学法学系毕业，英国皇家学院终身院士，中央研究院院士，立法委员

- 侯镜如：中国政治活动家，第八届全国政协副主席、中国国民革命委员会名誉主席、黄埔同学会会长、中国和平统一促进会会长、河南大学校友会顾问
- 石璋如：考古学家，河南大学历史系毕业
- 尹达：中国科学院常务委员，河南大学历史系毕业
- 邓拓：人民日报总编辑，河南大学经济系毕业
- 王国权：中华人民共和国外交官、社会活动家
- 梁光烈：国务委员、中央军委委员、国防部部长
- 樊粹庭: 豫剧剧作家，现代豫剧之父
- 马可：中央音乐学院院长

- 白寿彝： 中国历史学会副会长，河南大学历史系毕业
- 袁宝华： 中国人民大学校长
- 盛华：复旦大学党委书记、东南大学校长
- 彭云：哈尔滨工业大学党委书记
- 李秉德：教育家，西北师范大学校长
- 焦国标：因发表《讨伐中宣部》和“愿作死于美国导弹下的亡灵”言论而知名的异见学者
- 高耀潔：因艾滋病防治工作而声名大嘈之西医
- 郝鐵川：中聯辦宣傳文體部部長
- 张述元：最高人民法院副院长、最高人民法院第六巡回法庭庭长
- 毛万春：海南省政协主席、湖南省政协主席
- 任鲁豫：中央电视台著名主持人
- 小香玉：原名陈百玲，豫剧演员

## 备注
1. ↑  指“交叉学科门类”，属于中华人民共和国学科目录新设定的第十四个学科门类，与其他传统学科门类并列。该学科门类下设“集成电路科学与工程”和“国家安全学”两个一级学科[1]